# Gunung Ngohlembu
Gunung Ngohlembu är ett berg i Indonesien.   Det ligger i provinsen Aceh, i den västra delen av landet, 1 600 km nordväst om huvudstaden Jakarta. Toppen på Gunung Ngohlembu är 2 365 meter över havet, eller 270 meter över den omgivande terrängen. Bredden vid basen är 2,2 km. Gunung Ngohlembu ingår i Van Daalen Mountains.
Terrängen runt Gunung Ngohlembu är kuperad söderut, men norrut är den bergig.Runt Gunung Ngohlembu är det mycket glesbefolkat, med 2 invånare per kvadratkilometer. Det finns inga samhällen i närheten. I omgivningarna runt Gunung Ngohlembu växer i huvudsak städsegrön lövskog.